# 伊万诺夫卡村委员会 (伊万诺夫卡区)
伊万诺夫卡村委员会（俄语：Ивановский сельсовет）是俄罗斯联邦阿穆尔州伊万诺夫卡区所属的一个村委员会。其下辖有5个居民点，行政中心为伊万诺夫卡。据2016年统计，该村委员会的人口为7188人。